# 赵访熊

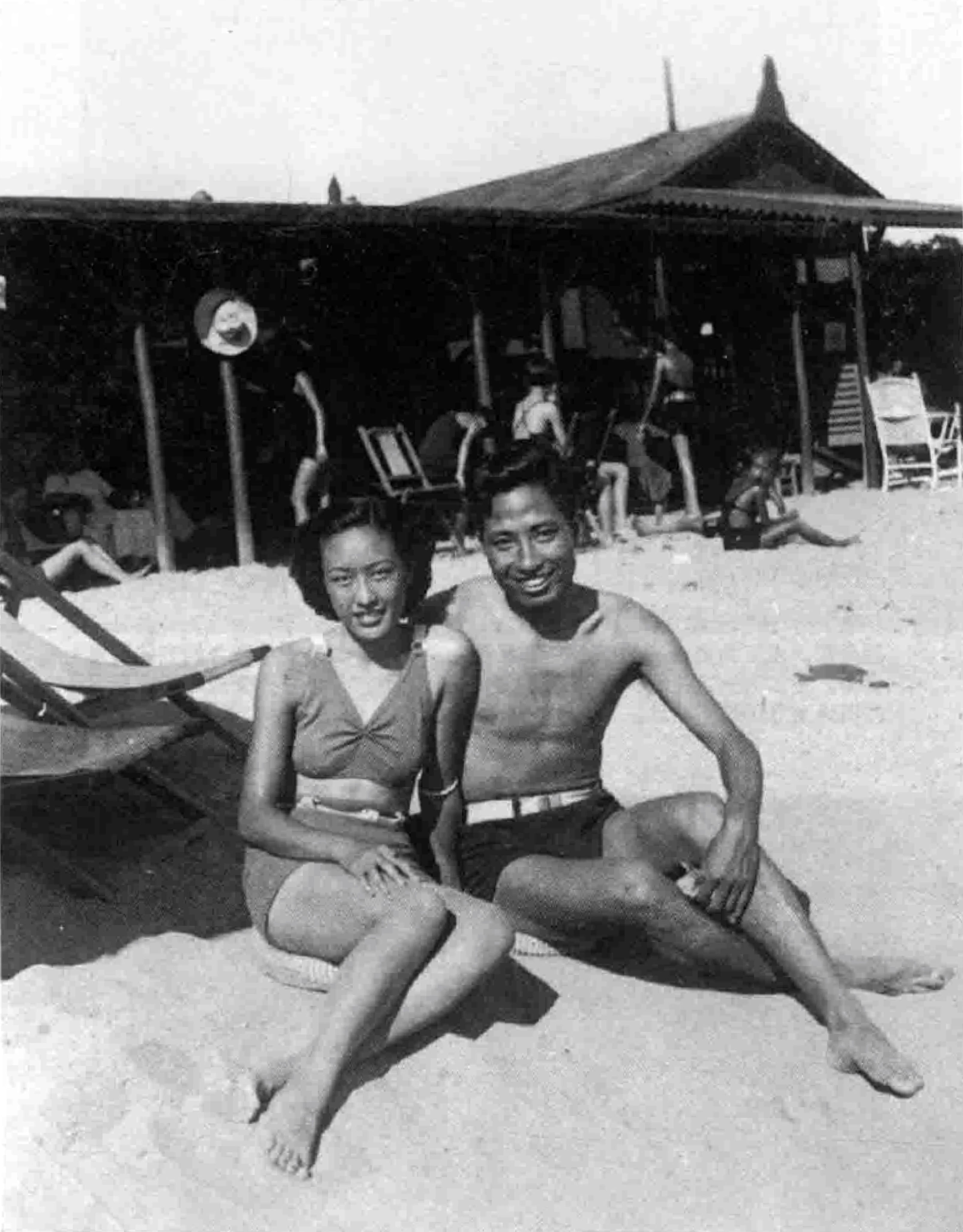
1937年赵访熊与夫人王繁新婚蜜月时摄于青岛海水浴场

赵访熊（1908年10月30日—1996年11月29日），男，江苏武进人，中国数学教育家、计算数学家，曾任清华大学副校长，中国民主同盟中央委员会常务委员。

## 生平
1930年毕业于麻省理工学院电机系。1931年毕业于哈佛大学。
1962年11月至1966年6月、1978年12月至1984年6月，两度担任清华大学副校长。
1996年11月29日在北京逝世，享年88岁。

## 家庭
妻子王繁育，两人有两个女儿和一个儿子，儿子赵南元曾在清华大学自动化系担任教授。